# Jeetze (Altmark)
Jeetze ist Ortsteil und Ortschaft der Stadt Kalbe (Milde) im Altmarkkreis Salzwedel in Sachsen-Anhalt, Deutschland.

## Geographie

### Lage
Jeetze, ein Dorf mit Kirche, liegt knapp zehn Kilometer nördlich von Kalbe (Milde) und 17 Kilometer südlich des Arendsees in der Altmark. Der Fluss Jeetze fließt etwa 18 Kilometer westlich und die Milde sechs Kilometer östlich des Ortes.

### Ortschaftsgliederung
Zur Ortschaft Jeetze gehören die Ortsteile Jeetze und Siepe.

## Geschichte

### Mittelalter bis Neuzeit

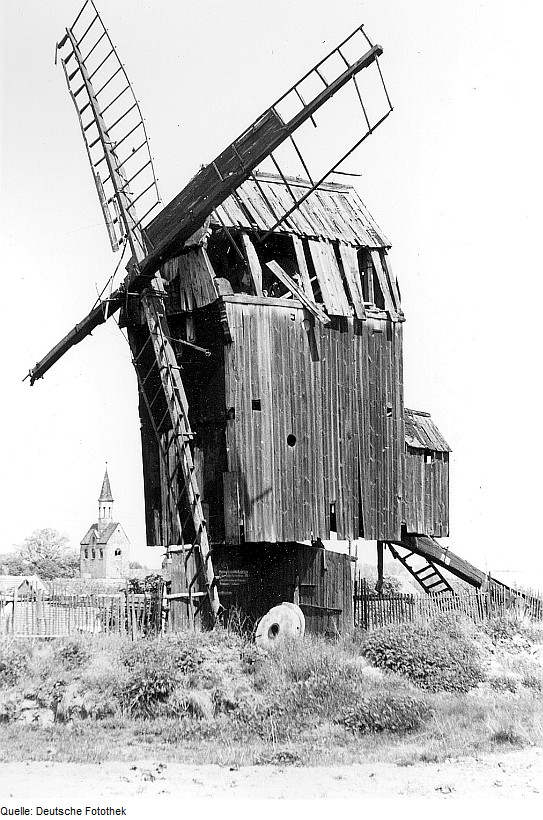
Bockwindmühle Jeetze, 1974

Der Ort war ursprünglich ein Rundplatzdorf, das nach Osten zum Straßendorf erweitert wurde.
Jeetze wurde erstmals 1238 als Gedlitz urkundlich erwähnt, als Graf Siegfried von Osterburg Dörfer und Besitz in der Altmark, mit denen er vorher vom St. Ludgerikloster Helmstedt belehnt worden war, dem Abt Gerhard von Werden und Helmstedt überschreibt.
1292 wird ein Henrico de Jedicz in einer in Salzwedel ausgestellten Urkunde erwähnt. 1313 ist in einer Urkunde die Rede von Slaui de Jezne, als Graf Heinrich in Lüchow der Stadt Lüchow den Borchardswald überließ. Weitere Nennungen sind: 1324 Gediz, 1329 in deme dorpe to gediz, 1452 to Jetze, 1473 to yecze und ab 1687 Jeetze.
Das Dorf war der Stammsitz der Familie von Jeetze. Zum Dorf gehörten mindestens seit 1570 zwei Güter, die nach 1695 zu einem Rittergut vereinigt wurden. Es war 1801 in der Gesamthand eines Leutnant von Jeetze, kam 1803 an Rittmeister von Scheither. Dieser ging 1806 in Konkurs. 1812 wurde das Gut von den Bauern erworben und schließlich 1816 von 15 Hofwirten in Jeetze angekauft. Die Grundstücke wurden teils veräußert, teils untereinander verteilt.
Am Abzw Jeetze führten die Bahnstrecken Oebisfelde–Salzwedel, Salzwedel–Badel und Salzwedel–Diesdorf entlang.

### Burghügel
In der ursprünglich quellenreichen Niederung am Westrand des Dorfes befand sich ein abgerundet-rechteckiger Burghügel einer Ritterburg mit vier bis fünf Meter Höhe und noch 13 × 16 Meter oberem Durchmesser. Im 19. Jahrhundert waren noch Reste eines Turmes vorhanden.

### Windmühle
1686 wurde ein Müller zum Rittersitz des Samuel Gottlieb von Jeetze erwähnt. Im Jahre 1745 gab es eine Windmühle mit einem Gang. Die heutige Bockwindmühle Jeetze wurde um 1834 erbaut und war bis 1964 in Betrieb. Sie wird heute vom Mühlenverein Jeetze erhalten.

### Eingemeindungen
Ursprünglich gehörte das Dorf zum Arendseeischen Kreis der Mark Brandenburg in der Altmark. Zwischen 1807 und 1813 lag es im Kanton Kalbe auf dem Territorium des napoleonischen Königreichs Westphalen. Nach weiteren Änderungen gehörte die Gemeinde ab 1816 zum Kreis Salzwedel, dem späteren Landkreis Salzwedel.
Am 20. Juli 1950 erfolgte die Eingemeindung der Gemeinde Siepe nach Jeetze. Am 25. Juli 1952 wurde die Gemeinde Jeetze in den Kreis Kalbe (Milde) umgegliedert und am 1. Januar 1988 in den Kreis Salzwedel. Schließlich kam die Gemeinde Jeetze am 1. Juli 1994 zum Altmarkkreis Salzwedel.
Durch einen Gebietsänderungsvereinbarung beschlossen die Gemeinderäte der Gemeinden Stadt Kalbe (Milde), Brunau, Engersen, Jeetze, Kakerbeck, Packebusch und Vienau, dass ihre Gemeinden aufgelöst und zu einer neuen Stadt Kalbe (Milde) vereinigt werden. Dieser Vertrag wurde vom Landkreis als unterer Kommunalaufsichtsbehörde genehmigt und trat am 1. Januar 2010 in Kraft.
Nach Umsetzung der Vereinigungsvereinbarung der bisher selbstständigen Gemeinde Jeetze wurden Jeetze und Siepe Ortsteile der neuen Stadt Kalbe (Milde). Für die eingeflossene Gemeinde wird die Ortschaftsverfassung nach den §§ 86 ff. Gemeindeordnung Sachsen-Anhalt eingeführt. Die aufgenommene Gemeinde Jeetze und künftigen Ortsteile Jeetze und Siepe wurden zur Ortschaft der neuen Stadt Kalbe (Milde). In der eingeflossenen Gemeinde und nunmehrigen Ortschaft Jeetze wurde ein Ortschaftsrat mit fünf Mitgliedern einschließlich Ortsbürgermeister gebildet.

### Einwohnerentwicklung
| Jahr | Einwohner |
| ---- | --------- |
| 1734 | 224       |
| 1774 | 211       |
| 1789 | 222       |
| 1798 | 253       |
| 1801 | 242       |
| 1818 | 270       |
| 1840 | 347       |
| 1864 | 501       |

| Jahr | Einwohner |
| ---- | --------- |
| 1871 | 518       |
| 1885 | 538       |
| 1892 | [0]501    |
| 1895 | 486       |
| 1900 | [0]499    |
| 1905 | 497       |
| 1910 | [0]500    |
| 1925 | 480       |

| Jahr | Einwohner |
| ---- | --------- |
| 1939 | 434       |
| 1946 | 648       |
| 1964 | 593       |
| 1971 | 563       |
| 1981 | 504       |
| 1993 | 486       |
| 2006 | 389       |
| 2015 | 329       |

| Jahr | Einwohner |
| ---- | --------- |
| 2016 | 322       |
| 2017 | 321       |
| 2018 | 314       |
| 2020 | [00]303   |
| 2021 | [00]307   |
| 2022 | [0]318    |
| 2023 | [0]317    |

Quelle, wenn nicht angegeben, bis 2006 und 2015 bis 2018

## Religion
Die evangelische Kirchengemeinde Jeetze, die früher zur Pfarrei Jeetze gehörte, wird heute betreut vom Pfarrbereich Fleetmark-Jeetze im Kirchenkreis Salzwedel im Bischofssprengel Magdeburg der Evangelischen Kirche in Mitteldeutschland.

## Kultur und Sehenswürdigkeiten
- Die evangelische Dorfkirche Jeetze ist eine romanische Feldsteinkirche aus der zweiten Hälfte des 12. Jahrhunderts.[19]
- Die Dorfstraße ist eine Lindenallee.
- Auf dem Mühlenberg steht eine Bockwindmühle.
- In Jeetze steht ein Denkmal für die Gefallenen des Ersten und Zweiten Weltkrieges, ein Feldsteinblock mit aufgesetztem Findling.[20]
- Jährlich findet am ersten Advent der Jeetzer Adventszauber mit kulinarischem, handwerklichen und musikalischem Angebot statt.[21]

### Vereine
- Verein zur Erhaltung der Jeetzer Windmühle e. V.[22]
- Freunde der Jeetzer Dorfkirche e. V.
- Altmark Cowboys Jeetze e. V.
- Förderverein Kita Jeetze e. V.

## Wirtschaft und Infrastruktur
In Jeetze gibt es einen Lebensmittelmarkt, einen Frisör, eine Gaststätte und Zimmervermietung.
Jeetze liegt zwölf Kilometer östlich der von Salzwedel nach Magdeburg verlaufenden Bundesstraße 71. Die Bahnstrecke Stendal–Uelzen verläuft drei Kilometer nördlich.